# Jagna
Jagna es un municipio filipino de tercera clase, perteneciente a la provincia de Bohol, en las Bisayas Centrales.

## Toponimia
El lugar puede aparecer referido como «Jagna» y «Hagna».

## Historia
Hacia mediados del siglo XIX, el lugar, por entonces perteneciente a la provincia de Cebú, tenía contabilizada una población de 12 316 habitantes, repartidos en 2003 casas. Aparece descrito en el segundo volumen del Diccionario geográfico, estadístico, histórico de las Islas Filipinas (1851) de Manuel Buzeta Núñez y Felipe Bravo con las siguientes palabras:

JAGNA ó HAGNA, pues en ningun dialecto son tan permutables las aspirales j y h como en los de las Filipinas: pueblo con cura y gobernadorcillo, en la isla de Bohol, adscrita á la prov. y dióc. de Cebú: sit. en terreno llano, en la costa S. E. de la isla, junto á una ensenada. Tiene muy buena ventilacion, y clima, aunque cálido, saludable, efecto de las brisas marítimas y de la frondosidad del arbolado de sus inmediaciones. Este pueblo fundado desde muy ant., pasó á cargo de los PP. Recoletos por los años de 1769, y en el dia cuenta como 2,003 casas, en general de sencilla construccion, distinguiéndose la parroquial y la de comunidad, en la cual está la cárcel. Hay escuela de primeras letras para ambos sexos, bastante concurrida, dotada de los fondos de comunidad; la igl. parr. es de magnífica fábrica y hermosa arquitectura, bajo la advocacion de San Miguel arcángel, servida por un cura regular. Próximo á esta se halla el cementerio, bastante capaz y ventilado. Comunícase este pueblo con sus inmediatos por medio de caminos regulares, y recibe de Cebú, cab. de la prov., el correo en dias indeterminados. Confina el term. con el de sus colaterales Guindulman y sus anejos, Dimiao y Loboc, y en toda la parte E. con el mar. El terreno en general es llano, bastante fértil; hállanse buenos bosques donde se cria toda clase de maderas de construccion, caza mayor y menor, y muchas abejas, que dan abundante cera y miel. En las tierras reducidas á cultivo las prod. son arroz, maiz, cacao, algodon, abacá, camotes y algunas legumbres. ind.: los hab. de este pueblo se dedican con especialidad á la agricultura, á la pesca y á la elaboracion de algunas telas de algodon y abacá. com.: consiste en el tráfico que sostiene con los monteses, en la esportacion de sus prod. agrícolas, despues de cubiertas las atenciones de la pobl., y en la compra de los art. de que se carece. pobl. 12,316 alm., 2,433 ½ trib., que ascienden á 24,535 rs. plata, equivalentes á 61,337 ½ rs. vn.
(Buzeta y Bravo, 1851, p. 114)

En 2020, tenía censados 35 832 habitantes.